# حافظه حسی

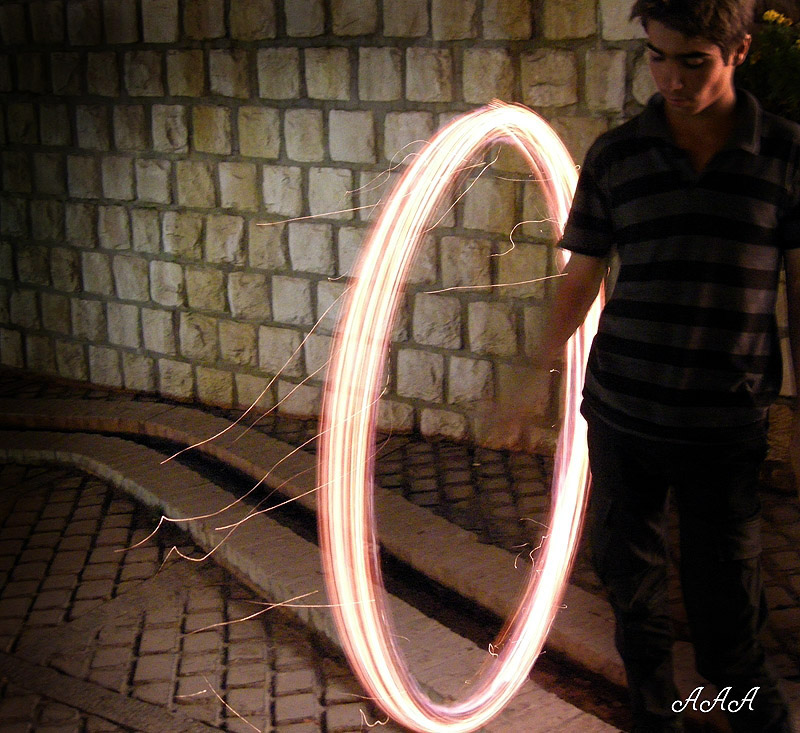
تاثیر اشیا نورانی در حال چرخش مانند آتش‌گردان در حافظه بینایی در نهایت شکل یک دایره را ذهن متبادر می‌کنند

حافظه حسی (به انگلیسی: Sensory memory)(یا به اختصار «.S.M») اجازه می‌دهد تا حواس افراد تاثیر محرک را تا زمان کوتاهی بعد از متوقف شدنش نگاه دارند. مثال عینی از حافظه حسی زمانی است که کودکان هنگام بازی با چرخاندن سریع یک شی درخشان در تاریکی اشکال دایره‌واری را ایجاد می‌کنند. هنگامی که منبع کوچک نور به اندازه کافی سریع بچرخد، به نظر می‌رسد که یک شکل واحد درخشانی از نور وجود دارد. این «دنباله درخشان» تصویری است که در حس بینایی نمایان شده و به نام حافظه بینایی شناخته می‌شود. با این‌که این نوع از حافظه‌های حسی به همراه حافظه شنوایی و حافظه لمسی بیشتر مورد پژوهش قرار گرفته‌است، اما به صورت منطقی می‌توان تمام حواس فیزیولوژیکی انسان را دارای حافظه دانست.
در هر لحظه از زندگی یک موجود زنده، اطلاعات حسی توسط گیرنده‌های حسی دریافت شده و توسط سیستم عصبی جهت پردازش، به مغز منتقل می‌شوند. این داده‌ها که شخص به وسیله حواس خود دریافت می‌کند فقط به اندازه‌ای در حافظه حسی ذخیره می‌شود که زمانی کافی برای انتقالشان به حافظه کوتاه‌مدت باشد. حواس پنجگانه اصلی انسان عبارتند از: بینایی، شنوایی، چشایی، بویایی، لامسه.